# Гелбінаші (комуна, Келераш)
Гелбінаші (рум. Gălbinași) — комуна у повіті Келераш в Румунії. До складу комуни входить єдине село Гелбінаші.
Комуна розташована на відстані 28 км на південний схід від Бухареста, 73 км на захід від Келераші.

## Населення
У 2009 року у комуні проживали 3395 осіб.

## Зовнішні посилання
- Дані про комуну Гелбінаші на сайті Ghidul Primăriilor [Архівовано 4 липня 2009 у Wayback Machine.]